# ローレンス対テキサス州事件
ローレンス対テキサス州事件（ローレンスたいテキサスしゅうじけん、Lawrence v. Texas、539 U.S. 558 (2003)）は、同性愛者による性行為およびオーラルセックスを禁じたテキサス州刑法の規定を違憲無効とした2003年のアメリカ合衆国最高裁判所の判決である。

## 概要
合衆国最高裁は肛門性交の禁止について、1986年のバウアーズ対ハードウィック事件ですでに合憲判断を下していた。ローレンス判決は、バウアーズ判決を6対3の評決で明示的に覆し、私的な同意にもとづく性行為はアメリカ合衆国憲法修正第14条の実質的デュー・プロセスが保障する自由の一つであるとの初めての判断を下した。ローレンス判決により、問題となったテキサス州刑法の規定の他、成人間の私的空間における同意にもとづく性行為を罰する他の州法についても無効となった。
ローレンス事件はアメリカ合衆国内で広い注目を受けた。同性愛者の尊厳を高らかに歌い上げた本判決は、同性愛者の権利を主張するグループからは画期的な判決であると高く評価されている一方、保守派からの批判も受けている。

## ローレンス判決までの判例
アメリカ合衆国では、性行為の自由は結婚に付随するものと考えられ、結婚外での性行為は伝統的に様々な規制の対象となっていた。肛門性交やオーラルセックスは、多くの州で姦通罪と同様刑事罰の対象とされており、1962年までは全ての州において、これら「通常でない」性行為を罰する、いわゆるソドミー法が設けられていた。1960年代以降、性的関係や婚姻に関する社会通念が変化し、女性の地位が向上するのに伴い、婚前交渉が一般的となり、また結婚しないパートナー関係を持つカップルも増えていった。こうした社会規範の変化の中、同性愛に対する敵対的な見方も和らぎ、同性愛関係を公言する人も多くなった。1962年にイリノイ州で初めてソドミー法が廃止され、1970年代には、多くの州が同様の法改正を行った。
合衆国最高裁は1965年、グリスウォルド対コネチカット州事件判決において、性の解放の流れに与することになった。グリスウォルド判決は、合衆国最高裁としては初めてプライバシーの権利を認め、婚姻関係にあるカップルが避妊具を用いることを禁止したコネチカット州法を違憲と判断した。1972年のアイゼンスタット対ベアード事件判決では、未婚者への避妊具の提供を禁じたマサチューセッツ州法が違憲とされた。アイゼンスタット判決の多数意見を執筆したブレナン判事は傍論部分で、「もしプライバシーの権利が何らかの意味を持つのであれば、それは子供を生むか否かに関する個人の決定に影響を与える重大な事柄に対する政府の不当な介入から自由である権利であり、これは既婚・未婚に関わらない個人の権利である」と述べた。この判決は、既婚カップルのみならず、全ての出産に関係する性行為に対して憲法上の保障を与えたものと考えられ、実際にこの論旨は、妊娠中絶の権利を認め大きな議論を巻き起こした1973年のロー対ウェイド事件判決で引用されている。
1986年のバウアーズ対ハードウィック事件は、家の中でオーラルセックスを行い逮捕されたものの不起訴処分となった男性同性愛者が、同性間・異性間を問わず肛門性交やオーラルセックスを禁じたジョージア州法を違憲であると主張してジョージア州司法長官を訴えた事案である。合衆国最高裁は、5対4で合憲との判決を下した。ホワイト判事による多数意見は、アイゼンスタット判決およびロー判決は出産に関連する性行為の自由を認めただけであると強調した上で、州は男性同性愛者による性行為への伝統的な倫理上の嫌悪感を理由に同性愛行為を禁止することができると判示した。ホワイト判事は、もし違憲と判断すれば、裁判所が立法府に代わって自らの倫理上の判断を行うことになってしまうと主張した。この判決には、エイズの広がりに対する社会的懸念の広がりやロー判決に対する強い批判といった、時代的背景が影響しているとの指摘がなされている。ブラックマン判事は反対意見で、問題は同性愛者の性行為の自由ではなく、包括的な「そっとしておいてもらう権利」であると主張した。多くの法律学者がこのブラックマン判事の見解に賛意を表明した。
その後、ケンタッキー州最高裁判所は1992年のケンタッキー州対ワッソン事件で、同州憲法の規定を根拠に同性間性行為を禁止する同州の法律を違憲とした。合衆国最高裁も1996年、ロマー対エバンス事件において、性的指向にもとづく差別を禁止する自治体の条例を廃止したコロラド州憲法の規定を違憲とした。エイズが下火となり、ソドミー法が14州を除き廃止される中、バウアーズ判決がいまだに有効な判例法かどうかを疑問視する見解もあった。

## ローレンスとガーナーの逮捕と裁判の経過
ジョン・ローレンス (John Geddes Lawrence) とタイロン・ガーナー (Tyron Garner) は1998年9月17日、テキサス州ヒューストン郊外のローレンスのアパートで同性間性行為を行っていたところ、銃を持って騒いでいるとの隣人の虚偽の警察への通報にもとづきローレンスのアパートを捜索した保安官に発見され、現行犯逮捕された。ローレンスとガーナーは一晩拘留され、同性愛行為を禁止したテキサス刑法に違反したとして起訴された。同法は、同性間での性行為およびオーラルセックスを禁止していたが、異性間でのそれらの行為は禁止していなかった。二人は200ドルの保釈金を支払い釈放された。
ローレンスとガーナーは事実を認め、治安判事は有罪判決を下した。二人は、テキサス州法が憲法に反するとして、テキサス州刑事裁判所での再審理を請求した。ローレンスらは、テキサス州法は性行為について同性間で行われる場合のみを罰しており、合衆国憲法修正第14条の平等条項に反しており、また家庭内における同意にもとづく性行為を罰することはプライバシーの権利に対する侵害であると主張した。刑事裁判所はこれらの主張を退け、それぞれに対し125ドルの罰金と141.25ドルの訴訟費用の支払を命じた。
1999年11月4日、テキサス州第14控訴裁判所の3人の裁判官による合議体は、テキサス州法はテキサス州憲法の平等権規定に反しているとして違憲判決を下したが、同裁判所大法廷は同法を合憲とし、テキサス州の刑事事件の終審裁判所である同州刑事控訴裁判所は、事件の上訴請求を却下した。ローレンスらは合衆国最高裁に裁量上訴を求め、2002年12月2日、合衆国最高裁は上訴を認めた。合衆国最高裁は2003年3月26日に口頭弁論を行い、男性同性愛者であることを公言している弁護士ポール・スミス (Paul M. Smith) がローレンスらを代理して弁論を行った。また、多数の団体がローレンスら、またはテキサス州を支持する意見書を提出した。

## 判決

### 多数意見
合衆国最高裁は、6対3で、テキサス州法を違憲と判断し無効とした。多数意見を構成した5人の裁判官は、同法が合衆国憲法修正第14条のデュー・プロセス条項に違反していると述べ、バウアーズ判決を判例変更し、テキサス州法のみならず他の12州のソドミー法を無効にした。多数意見はケネディ判事が執筆し、スティーブンス、スーター、ギンズバーグおよびブレイヤー各判事が同調した。多数意見は、欧州人権裁判所の判例などを引用し、同性愛者による同性間性行為が歴史的に広く西欧社会において非難されてきた行為であるというバウアーズ判決の認識を批判した。判決は次のように結論を述べた。
「バウアーズ判決は、決定された時点で誤っており、今日も誤っている。同判決は拘束力のある判例として存続するべきではない。バウアーズ対ハードウィック事件判決は判例変更されるべきであり、本判決によって覆される。」
多数意見は、「本事件で問題となっている成人による合意にもとづく性的行為は、修正第14条によるデュー・プロセス条項のうち実質的権利として保護される自由の一つである」との判断を下した。判決は「テキサス州法は、個人の私的な生活への介入を正当化するような正当な州の利益を何ら促進しない」と述べ、テキサス州のソドミー法を違憲とした。ケネディ判事の意見は、成人の同意にもとづく性行為の権利を、社会による伝統的な保護（バウアーズ判決）、出産との関係（アイゼンスタット判決、ロー判決）や婚姻関係（グリズウォルド判決）ではなく、行為の私的な性質によって基礎づけたことが重要である。この判決により、理論上、これまで他の判例によって保護されていなかった成人による同意にもとづく性行為が保護されることになった。

### 同意意見
オコナー判事は同意意見の中で、同性愛行為を禁止するテキサス州法が違憲であるとの多数意見の結論に同意したが、デュー・プロセス条項による性的行為の自由の保護という理由付けおよびバウアーズ判決の判例変更には賛成しなかった。代わりに、同法が肛門性交という行為ではなく、同性愛者というグループを対象としていることを理由に、修正第14条の平等条項に違反していると述べ、異性間にも適用されるソドミー法の合憲性については判断を回避した。
またオコナー判事は意見の中で、法律婚を異性愛カップルに限定する法律の合憲性について触れ、このような制限は、伝統的な婚姻関係を保護するために定められており、単に同性愛者に対する嫌悪感にもとづくものでない限り、合理性の基準を満たすものであると述べている。

### 反対意見
スカリア判事が反対意見を執筆し、レンキスト長官とトーマス判事が同調した。スカリア判事は、性具の販売を禁止したアラバマ州法や同性愛行為を行った個人が軍務に就くことを禁じた合衆国の法令などを合憲とした、バウアーズ判決にもとづいて下された多くの下級審判例が存在することを指摘し、判例変更の影響を指摘した。
スカリア判事は、さらに次のように断じた。
「一夫多妻、同性婚、成人近親姦、売春、マスターベーション、姦通、密通、獣姦やわいせつ物等々を禁止する州法は、道徳上の判断にもとづく法律を有効としたバウアーズ判決によってのみ存続可能である。」
さらにスカリア判事は、本判決によって最高裁が「いわゆる同性愛者が主張する政策に署名した」と批判した。自身は「通常の民主的な手段を用いて同性愛者や他のグループが自らの政策を推進することに反対するものではない」が、裁判所には事件を中立的に解決する義務があり、倫理的な判断にもとづく法律の是非は立法府で議論されるべきであって、裁判所が介入するべきでないと主張した。
「マサチューセッツ州憲法は同性による婚姻関係を権利として認めている」とするマサチューセッツ最高裁判所の判決を予期したものであるとして、この反対意見を評価する声もある（ただし、州の最高裁判所は、州憲法を合衆国憲法の判例に拘束されることなく解釈する権限を有しており、スカリア判事の反対意見も、州裁判所レベルでの判例形成の可能性については触れていない）。
トーマス判事は簡潔な反対意見を執筆し、同性愛行為を禁じるテキサス州法は「極めて馬鹿げている」が、憲法は一般的なプライバシーの権利を保護しておらず、テキサス州法は合憲であると述べた。さらに、もし自分がテキサス州議会の議員であれば、本法律の廃止に賛成するだろうと付け加えた。

## 判決の影響
同性愛者団体や市民権を支持する団体は、ローレンス判決を大きな勝利であると位置づけている。 
本判決の影響として下記の点が指摘されている。
- 同性愛者の権利を主張するグループは、ローレンス判決が、同性愛者に対する他の権利制限に対する疑問を投げかけることを望んでいる。特に、同性婚および同性愛者による軍務の禁止に対する影響が期待されている。しかしながら、ローレンス判決の多数意見は「（本判決は）同性愛者間の関係について政府が公式に承認しなければならないかという問題とは無関係である」と述べており、またオコナー判事の同意意見は、伝統的な婚姻関係の保護は正当な州の利益であり、この利益はただ単に特定の排斥されたグループに対する道徳上の非難以上のものが含まれると指摘している。マサチューセッツ州憲法が同性婚を保護しているとした同州最高裁判所の決定はローレンス判決を引用しているが、直接ローレンス判決に依拠して判断を下したわけではない。これまでローレンス判決を検討した連邦の下級裁判所の判例は、ローレンス判決を極めて狭く解釈しており、ローレンス判決は婚姻や他の分野での同性愛者に対する制限を違憲とするものではないと判示している。
- ローレンス事件で中心となった問題は、州が具体的な被害がない場合に倫理上の懸念だけを理由として行為を罰することができるかどうかであった。他の変質的な性行為やわいせつ物などを罰する法律は、道徳以外の具体的な立法理由がない限り、ローレンス判決にもとづき違憲とされる可能性が高い。
- 合衆国最高裁は、近親相姦、一夫多妻、姦通、売春などの同意にもとづく性的関係を禁止する法律の合憲性についてまだ判断していない。ローレンス判決によれば、これらの法律も違憲とされる可能性がある。保守派は、これらの問題が解決されるまでは、性的関係に関する合衆国最高裁の理論は一貫性を欠いていると主張している。妹と子供を4人作った兄が起こした訴訟において、連邦第7巡回区控訴裁判所は2005年に、ローレンス判決の判旨は、同意にもとづく成人の近親相姦の禁止には及ばないとした[1]。
- ローレンス判決は、性行為の同意年齢について性的指向に基づき異なる取り扱いをしている法律に対しても影響を与えている。13歳以上18歳未満の子供による同意にもとづく性行為について、相手との年齢差が4歳以内であれば罰しないとするカンザス州の「ロミオとジュリエット法」が同性愛者を例外としていたため、合衆国最高裁はローレンス判決を理由に審理をやり直すようカンザス州最高裁判所に求めた。